# تهیه‌کننده فیلم

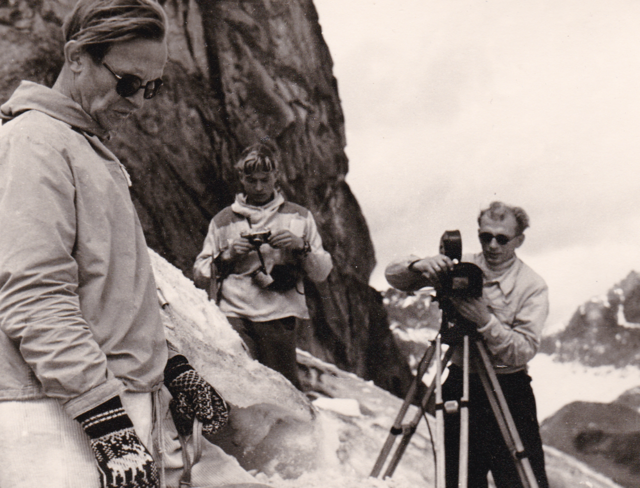
جوزف پلزنر، تهیه‌کننده. فیلم راک کریستال محصول ۱۹۴۹.

تهیه‌کننده فیلم کسی است که شرایط را برای ساخت فیلم فراهم می‌کند. راه‌اندازی، هماهنگ‌سازی، رسیدگی و کنترل کارهایی از جمله انتخاب قصه و فیلم‌نامه، برنامه‌ریزی تولید، جمع‌آوری پول مورد نیاز، به‌کارگیری افراد کلیدی و این‌گونه کارها بر عهدهٔ تهیه‌کننده است.
در فرایند برنامه‌سازی رادیویی و تلویزیونی، کلیدی‌ترین نقش را تهیه‌کننده اجرا می‌کند. در ساخت انیمیشن نیز مهم‌ترین نقش بر عهده تهیه‌کننده است، برخلاف فیلم‌سازی سینمایی که در آن وظیفهٔ مهم تشکیل فرم و ساختار فیلم اساساً متکی به دانش و خلاقیت و نظر کارگردان است.
در نیمهٔ نخست قرن بیستم، تهیه‌کنندگان می‌بایست ادارهٔ کنترل هنری فیلم را هم انجام می‌دادند. در ایالات متحده با کنار گذاشتن دستگاه استودیویی هالیوود در دههٔ ۱۹۵۰ کنترل هنری کار بر عهدهٔ کارگردان گذاشته شد.
تهیه‌کننده فردی است که بعد از آن که پروژه ساخته شدن یک فیلم‌نامه را به دست گرفت ابتدا سرمایه لازم جهت ساخت آن فیلم را فراهم می‌کند، سپس عوامل و کادر گروه تهیه و تولید را که قرار است مستقیماً با خود او همکاری کنند انتخاب کرده و به کار می‌گیرد. او پس از ورود کارگردان، در استخدام عوامل دیگر تولید فیلم به ویژه بازیگران، با نظر اصلی کارگردان تصمیم‌گیری می‌کند. تهیه‌کننده و کارگردان پس از تعیین عوامل، بودجه فیلم را در اختیار شخصی به نام مدیر تولید به عنوان صندوقدار پروژه می‌گذارد تا زیر نظر تهیه‌کننده اجرایی بودجه را در مصارف بخش‌های مختلف تولید فیلم که از قبل مشخص شده است خرج نماید.

## دستیار تهیه‌کننده
دستیار تهیه‌کننده معمولاً مسئول ایجادِ هماهنگی در هنگام فیلم برداری در مکان‌های واقعی، رفع مشکلات دست‌اندرکاران فیلم‌سازی و کمک به تهیه‌کننده در امور مالی و هنری است.